# Le Breil-sur-Mérize
Le Breil-sur-Mérize là một xã thuộc tỉnh Sarthe trong vùng Pays-de-la-Loire tây bắc nước Pháp. Xã này nằm ở khu vực có độ cao từ 86-157 mét trên mực nước biển.